# Mesene capissene
Mesene capissene är en fjärilsart som beskrevs av William Chapman Hewitson 1874. Mesene capissene ingår i släktet Mesene och familjen Riodinidae. Inga underarter finns listade i Catalogue of Life.